# Costante matematica
Le costanti matematiche sono quantità, solitamente numeri reali o complessi, che hanno un valore ben definito, a differenza delle variabili che possono assumere un valore non determinato a priori. A differenza delle costanti fisiche, che vengono calcolate mediante misurazioni fisiche e quindi con un margine di errore, le costanti matematiche sono definibili esattamente.

## Tabella con le principali costanti matematiche
Abbreviazioni usate:
I - numero irrazionale (non trascendente), C - numero complesso (non reale), A - numero algebrico, T - numero trascendente, ? - sconosciuto
Gen - Generale, NuT - Teoria dei numeri, ChT - Teoria del caos, Com - Calcolo combinatorio, Ana - Analisi matematica
| Simbolo | Valore                                          | Nome                                                  | Campo    | Tipo | Descrizione      | Numero cifre conosciute |
| --- | ----------------------------------------------- | ----------------------------------------------------- | -------- | ---- | ---------------- | ----------------------- |
| {\displaystyle \pi } | ≈ 3,14159 26535 89793 23846 26433 83279 50288 … | Pi greco, costante di Archimede o numero di Ludolph   | Gen, Ana | T    | 2000 a.C.        | 1 241 100 000 000       |
| {\displaystyle e} | ≈ 2,71828 18284 59045 23536 02874 71352 66249 … | Costante di Napier, base dei logaritmi naturali       | Gen, Ana | T    | 1618             | 50 100 000 000          |
| {\displaystyle e^{\pi }} | ≈ 23,14069 26327 …                              | Costante di Gel'fond                                  |          | T    | 1934             |                         |
| {\displaystyle {\sqrt {2}}} | ≈ 1,41421 35623 73095 04880 16887 24209 69807 … | Costante di Pitagora, radice quadrata di due          | Gen      | A; I | VIII secolo a.C. | 137 438 953 444         |
| {\displaystyle {\sqrt[{3}]{2}}} | ≈ 1,25992 10498 94873 16476 72106 07278 …       | Costante deliana, radice cubica di due                | Gen      | A; I | 430 a.C.         |                         |
| {\displaystyle {\sqrt {3}}} | ≈ 1,73205 08075 68877 29352 74463 41505 87236 … | Costante di Teodoro di Cirene, radice quadrata di tre | Gen      | A; I | VIII secolo a.C. | 1 000 025               |
| {\displaystyle {\sqrt {5}}} | ≈ 2,23606 79774 99789 69640 91736 68731 27623 … | radice quadrata di cinque                             | Gen      | A; I | VIII secolo a.C. |                         |
| {\displaystyle \gamma } | ≈ 0,57721 56649 01532 86060 65120 90082 40243 … | Costante di Eulero-Mascheroni                         | Gen, NuT | I?   | 1735             | 14 922 244 771          |
| {\displaystyle \phi ={\frac {1+{\sqrt {5}}}{2}}} | ≈ 1,61803 39887 49894 84820 45868 34365 63811 … | Rapporto aureo                                        | Gen      | A; I | III secolo a.C.  | 100 000 000 000         |
| {\displaystyle \rho ={\sqrt[{3}]{{\frac {1}{2}}+{\frac {1}{6}}{\sqrt {\frac {23}{3}}}}}+{\sqrt[{3}]{{\frac {1}{2}}-{\frac {1}{6}}{\sqrt {\frac {23}{3}}}}}} | ≈ 1,32471 79572 44746 02596 09088 54478 09734 … | numero plastico                                       | NuT      | A; I | 1928             |                         |
| {\displaystyle \beta ^{*}} | ≈ 0,70258 …                                     | Costante di Embree-Trefethen                          | NuT      |      |                  | 5                       |
| {\displaystyle \delta } | ≈ 4,66920 16091 02990 67185 32038 20466 20161 … | 1ª costante di Feigenbaum                             | ChT      | T?   | 1975             | 1 018                   |
| {\displaystyle \alpha } | ≈ 2,50290 78750 95892 82228 39028 73218 21578 … | 2ª costante di Feigenbaum                             | ChT      | T?   |                  | 1 018                   |
| {\displaystyle C_{2}} | ≈ 0,66016 18158 46869 57392 78121 10014 55577 … | Costante dei numeri primi gemelli                     | NuT      |      |                  | 5 020                   |
| {\displaystyle \theta } | ≈ 1,30637788386308069046 …                      | Costante di Mills                                     | NuT      |      | 1947             | 6 850                   |
| {\displaystyle M_{1}} | ≈ 0,26149 72128 47642 78375 54268 38608 69585 … | Costante di Meissel-Mertens                           | NuT      |      | 1866 - 1874      | 8 010                   |
| {\displaystyle B_{2}} | ≈ 1,90216 05823 …                               | Costante di Brun sui numeri primi gemelli             | NuT      |      | 1919             | 10                      |
| {\displaystyle B_{4}} | ≈ 0,87058 83800 …                               | Costante di Brun per i numeri primi quadrupli         | NuT      |      |                  |                         |
| {\displaystyle \Lambda } | ≥ −2,7×10−9                                     | Costante di de Bruijn-Newman                          | NuT      |      | 1950?            |                         |
| {\displaystyle K} | ≈ 0,91596 55941 77219 01505 46035 14932 38411 … | Costante di Catalan                                   | Com      | I?   |                  | 15 510 000 000          |
| {\displaystyle K} | ≈ 0,76422 36535 89220 66 …                      | Costante di Landau-Ramanujan                          | NuT      | I    |                  | 30 010                  |
| {\displaystyle K} | ≈ 1,13198 824 …                                 | Costante di Viswanath                                 | NuT      |      |                  | 8                       |
| {\displaystyle B_{L}} | ≈ 1,08366 …                                     | Costante di Legendre                                  | NuT      |      |                  |                         |
| {\displaystyle \mu } | ≈ 1,45136 92348 83381 05028 39684 85892 027 …   | Costante di Ramanujan-Soldner                         | NuT      |      |                  | 75 500                  |
| {\displaystyle E_{B}} | ≈ 1,60669 51524 15291 763 …                     | Costante di Erdős-Borwein                             | NuT      | I    |                  |                         |
| {\displaystyle \beta } | ≈ 0,28016 94990 …                               | Costante di Bernstein                                 | Ana      |      |                  |                         |
| {\displaystyle \lambda } | ≈ 0,3036630029 …                                | Costante di Gauss-Kuzmin-Wirsing                      | Com      |      | 1974             | 385                     |
| {\displaystyle e} | ≈ 0,66274 34193 …                               | Limite di Laplace                                     |          |      |                  |                         |
| {\displaystyle \lambda } | ≈ 1,30357 72690 34296 …                         | Costante di Conway                                    |          | A    | 1986             |                         |
| {\displaystyle F} | ≈ 4,52782 95661 …                               | Costante di Freiman                                   |          | A    |                  |                         |
| {\displaystyle e^{e^{e^{79}}}} | ≈ {\displaystyle 10^{10^{8.85\cdot 10^{33}}}}.  | Numero di Skewes                                      | Nut      |      | 1933             |                         |
| | ≈ 0,110001000000000000000001                    | Costante di Liouville                                 | Ana      | T    | 1844             |                         |
| {\displaystyle \zeta (3)} | ≈ 1,202056903159594 …                           | Costante di Apéry                                     | Ana, Nut | I    |                  |                         |
| {\displaystyle {\mbox{i}}} | ={\displaystyle {\sqrt {-1}}}                   | Unità immaginaria                                     |          | A; C |                  |                         |